# Campionati europei di ciclismo su strada 2016 - Cronometro maschile Under-23
La cronometro maschile Under-23 dei Campionati europei di ciclismo su strada 2016, ventesima edizione della prova, si disputò il 14 settembre 2016 su un percorso di 24,5 km con partenza e arrivo a Plumelec, in Francia. La medaglia d'oro fu appannaggio del tedesco Lennard Kämna, il quale completò il percorso con il tempo di 33'59"87, alla media di 43,256 km/h; l'argento andò all'italiano Filippo Ganna e bronzo al francese Rémi Cavagna.
Sul traguardo 50 ciclisti su 50 partenti, portarono a termine la competizione.

## Ordine d'arrivo (Top 10)
| Pos. | Corridore            | Squadra       | Tempo    |
| ---- | -------------------- | ------------- | -------- |
| 1    | Lennard Kämna        | Germania      | 33'59"87 |
| 2    | Filippo Ganna        | Italia        | a 30"    |
| 3    | Rémi Cavagna         | Francia       | a 35"    |
| 4    | Corentin Ermenault   | Francia       | a 50"    |
| 5    | Nathan Van Hooydonck | Belgio        | a 51"    |
| 6    | Edward Dunbar        | Irlanda       | a 1'00"  |
| 7    | Szymon Rekita        | Polonia       | a 1'18"  |
| 8    | Artëm Nyč            | Russia        | a 1'20"  |
| 9    | Tao Geoghegan Hart   | Gran Bretagna | a 1'39"  |
| 10   | Senne Leysen         | Belgio        | a 1'41"  |